# Pic de Serra Plana (Lladorre)
El Pic de Serra Plana és una muntanya de 2.612 metres que es troba al municipi de Lladorre, a la comarca del Pallars Sobirà.